# Island (livro)
A Ilha (Island, em seu título original), publicado em 1962 e último livro de Aldous Huxley publicado com ele ainda em vida.
É um romance que se passa numa ilha, Pala, onde as pessoas são do jeito como o autor acha que todos os seres humanos deveriam ser para viverem plenamente. O autor mostra as características de tal ilha por intermédio de longos diálogos entre um náufrago inglês, Will Fanarby, que foi parar na ilha ao acaso, e moradores do lugar, geralmente pessoas intelectuais ligadas aos setores da ilha que o autor queria mostrar. Deste modo ele trata de diversos assuntos, como educação, drogas, sexo, saúde, natureza, religião et cetera. 
Island é a contraparte utópica de Huxley de sua obra mais famosa, o romance distópico de 1932 Admirável Mundo Novo. As ideias que se tornariam A Ilha podem ser vistas em um prefácio que ele escreveu em 1946 para uma nova edição de Admirável Mundo Novo: 
"Se eu fosse reescrever o livro agora, ofereceria ao Selvagem uma terceira alternativa. Entre os chifres utópico e primitivo de seu dilema estaria a possibilidade de sanidade... Nessa comunidade, a economia seria descentralista e henry-georgiana, a política kropotkinesca e cooperativa. A ciência e a tecnologia seriam usadas como se, tal como o Sabá, tivessem sido feitas para o homem, não (como atualmente e ainda mais no Admirável Mundo Novo) como se o homem devesse ser adaptado e escravizado a elas. A religião seria a busca consciente e inteligente do Fim Último do homem, o conhecimento unitivo do Tao ou Logos imanente, da Divindade ou Brahman transcendente. E a filosofia de vida prevalecente seria uma espécie de Utilitarismo Superior, em que o princípio da Maior Felicidade seria secundário ao princípio do Fim Último—a primeira pergunta a ser feita e respondida em todas as contingências da vida sendo: "Como esse pensamento ou ação contribuirá, ou irá interferir, na realização, por mim e pelo maior número possível de outros indivíduos, do Fim Último do homem?" 